# Bupleurum virgatum
Bupleurum virgatum är en flockblommig växtart som beskrevs av Antonio José Cavanilles. Bupleurum virgatum ingår i släktet harörter, och familjen flockblommiga växter. Inga underarter finns listade i Catalogue of Life.